# 6e législature du Québec
La 6e législature du Québec s'est formée à la suite des élections générales québécoises de 1886. Durant cette législature s'étalant sur 4 sessions, le Parti libéral du Québec forme un gouvernement minoritaire à l'Assemblée législative.

## Chronologie

### 1886
- 14 octobre : 6e élections générales québécoises.
- 19 octobre : Le conservateur Sévère Rivard est nommé conseiller législatif d'Alma.
- 22 octobre : Décès du libéral Alexis-Louis Demers, député d'Iberville.
- 23 novembre : Démission du conservateur Jean-Baptiste-Trefflé Richard, député de Montcalm.
- 11 décembre : Élections partielles. Le nationaliste Georges Duhamel et le conservateur Louis-Olivier Taillon sont respectivement élues dans Iberville et Montcalm.

### 1887
- 25 janvier : John Jones Ross démissionne comme premier ministre du Québec. Il laisse sa place à Louis-Olivier Taillon. Le cabinet Taillon, pratiquement identique au cabinet Ross, est assermenté la même journée.
- 27 janvier : Ouverture de la 1re session de la 6e législature. Félix-Gabriel Marchand est élu au poste de président de l'Assemblée législative. Le gouvernement est immédiatement renversé par le Parti libéral du Québec sur une proposition du premier ministre défaite par 35 voix contre 28.
- 29 janvier : Assermentation du cabinet Mercier.
- 31 janvier : Démission du libéral Édouard Rémillard, conseiller législatif de De la Durantaye. Il est remplacé par Pierre Garneau.
- 12 février : Élections partielles. Les ministres libéraux Honoré Mercier, James McShane, Joseph Shehyn, Georges Duhamel et Charles-Antoine-Ernest Gagnon sont respectivement réélus dans Saint-Hyacinthe, Montréal-Centre, Québec-Est, Iberville et Kamouraska.
- 26 février : Démission du conservateur Thomas Savage, conseiller législatif du Golfe.
- 2 mars : Le libéral David Alexander Ross est nommé conseiller législatif du Golfe.
- 11 mars : Démission du conservateur William Hoste Webb, conseiller législatif de Wellington.
- 12 mars : Le libéral Edward Francis Gilman est nommé conseiller législatif de Wellington.
- 12 avril : Discours du budget.
- 27 juin : Décès du conservateur Léon-Benoît-Alfred Charlebois, député de La Prairie.
- 22 juillet : Démission du conservateur Narcisse-Édouard Cormier, député d'Ottawa.
- 30 juillet : Élection partielle. Le libéral Odilon Goyette est élu député de La Prairie.
- 17 août : Démission du conservateur George Bryson (père), conseiller législatif d'Inkerman.
- 18 août : Décès du conservateur Elzéar Gérin, conseiller législatif de Kennebec.
- 24 août : Les libéraux Édouard-Louis Pacaud et George Bryson (fils) sont respectivement nommés conseiller législatif de Kennebec (conseil législatif) et d'Inkerman.
- 14 septembre : Élection partielle. Le nationaliste Alfred Rochon est élu député d'Ottawa.
- 19 septembre : Décès du libéral Thomas Brassard, député de Shefford.
- 29 septembre : L'élection du conservateur Édouard Caron, député de Maskinongé, est invalidée.
- 24 octobre : Auguste-Réal Angers est nommé lieutenant-gouverneur du Québec.
- 29 octobre : Auguste-Réal Angers est assermenté lieutenant-gouverneur du Québec.
- 31 octobre : L'élection du conservateur Joseph-Octave Villeneuve, député d'Hochelaga, est invalidée.
- 4 novembre : Décès du conservateur Georges Couture, conseiller législatif de Lauzon.
- 10 décembre : Démission du conservateur Jean-Élie Gingras, conseiller législatif des Laurentides.
- 16 décembre : Le libéral Guillaume Bresse est nommé conseiller législatif des Laurentides.
- 20 décembre : L'élection du conservateur Elijah Edmund Spencer, député de Missisquoi, est invalidée.

### 1888
- 24 janvier : Démission du conservateur Vincent-Paul Lavallée, conseiller législatif de De Lanaudière.
- 4 février : Décès du conservateur Sévère Rivard, conseiller législatif d'Alma.
- 7 avril : L'élection du conservateur Pierre-Évariste Leblanc, député de Laval, est invalidée.
- 25 avril : Démission du libéral Eustache Prud'homme, conseiller législatif de Rigaud.
- 28 avril : Élections partielles. Le libéral Charles Laplante dit Champagne, le nationaliste Joseph-Hormisdas Legris et le conservateur Elijah Edmund Spencer sont respectivement élus dans Hochelaga, Maskinongé et Missisquoi.
- 8 mai : Élection partielle. Le conservateur Pierre-Évariste Leblanc est élu député de Laval. Remaniement ministériel.
- 9 mai : Les libéraux Louis Tourville et Wilfrid Prévost sont respectivement nommés conseiller législatif d'Alma et de Rigaud
- 11 mai : Le conservateur Louis-Philippe Pelletier est nommé conseiller législatif de Lauzon.
- 12 mai : Décès du conservateur indépendant Élie Saint-Hilaire, député de Chicoutimi-Saguenay.
- 15 mai : Ouverture de la 2e session de la 6e législature.
- 18 mai : Élection partielle. Le libéral Tancrède Boucher de Grosbois est élu député de Shefford.
- 21 mai : L'élection du conservateur Louis-Trefflé Dorais, député de Nicolet, est invalidée.
- 25 mai : Le libéral Arthur Turcotte est réélu député de Trois-Rivières.
- 30 mai : Décès du conservateur James Ferrier, conseiller législatif de Victoria.
- 4 juin : Le libéral Hugh MacKay est nommé conseiller législatif de Victoria.
- 6 juin : Démission du conservateur Louis Archambeault, conseiller législatif de Repentigny. Il est remplacé par son fils, le libéral Horace Archambeault.
- 13 juin : Démission du libéral Hugh MacKay, conseiller législatif de Victoria. L'élection du conservateur Andrew Stuart Johnson, député de Mégantic, est invalidée.
- 14 juin : Discours du budget. Le libéral James Kewley Ward est nommé conseiller législatif de Victoria.
- 18 juin : Élection partielle. Le nationaliste Séverin Dumais est élu député de Chicoutimi-Saguenay.
- 17 juillet : Élection partielle. Le conservateur Honoré Brunelle Tourigny est élu député de Nicolet.
- 31 août : Démission du conservateur Charles Champagne, conseiller législatif des Mille-Isles.
- 7 septembre : Le libéral David Marsil est nommé conseiller législatif des Mille-Isles.
- 22 octobre : Démission du conservateur Louis-Philippe Pelletier, conseiller législatif de Lauzon.
- 30 novembre : L'élection du libéral Ludger Forest, député de L'Assomption, est invalidée.
- 7 décembre : Démission du conservateur Louis-Napoléon Larochelle, député de Dorchester. Il est alors nommé conseiller législatif de Lauzon.
- 20 décembre : Élection partielle. Le conservateur Louis-Philippe Pelletier est élu député de Dorchester.
- 27 décembre : Élections partielles. Les libéraux William Rhodes et Ludger Forest sont respectivement réélus dans Mégantic et L'Assomption.

### 1889
- 3 janvier : L'élection du nationaliste Odilon Goyette, député de La Prairie, est invalidée.
- 9 janvier : Ouverture de la 3e session de la 6e législature.
- 24 janvier : Élection partielle. Le nationaliste Odilon Goyette est élu député de La Prairie.
- 15 février : Discours du budget.
- 23 avril : Le libéral Henry Starnes, conseiller législatif de De Salaberry, est nommé orateur du Conseil législatif du Québec.
- 4 mai : L'élection du libéral Owen Murphy, député de Québec-Ouest, est invalidée.
- 5 juillet : Démission du conservateur William Warren Lynch, député de Brome.
- 23 septembre : L'élection du libéral Louis Basinet, député de Joliette, est invalidée.
- 24 octobre : Le nationaliste Louis Basinet est élu député de Joliette.
- 4 novembre : Décès du libéral Édouard-Onésiphore Martin, député de Rimouski.
- 18 novembre : Décès du libéral Louis-Édouard Pacaud, conseiller législatif de Kennebec.
- 25 novembre : Le libéral Napoléon-Charles Cormier est nommé conseiller législatif de Kennebec.
- 28 novembre : Élection partielle. Le conservateur Rufus Nelson England est élu député de Brome.
- 4 décembre : Élection partielle. Le libéral Auguste Tessier est élu député de Rimouski.
- 24 décembre : Démission du libéral Louis Sylvestre, député de Berthier.
- 30 décembre : Élection partielle. Le libéral Owen Murphy est élu député de Québec-Ouest. L'élection du libéral Alfred Rochon, député d'Ottawa, est invalidée.

### 1890
- 7 janvier : Ouverture de la 4e session de la 6e législature.
- 10 janvier : Le libéral Louis Sylvestre est nommé conseiller législatif de De Lanaudière.
- 15 janvier : Élection partielle. Le nationaliste Omer Dostaler est élu député de Berthier.
- 21 février : Discours du budget.
- 9 mai : Dissolution de la législature.